# Verwaltungsgemeinschaft Thiersheim
In der Verwaltungsgemeinschaft Thiersheim im oberfränkischen Landkreis Wunsiedel haben sich folgende Gemeinden zur Erledigung ihrer Verwaltungsgeschäfte zusammengeschlossen:
1. Höchstädt i.Fichtelgebirge, 1048 Einwohner, 14,95 km²
2. Thiersheim, Markt, 1713 Einwohner, 24,42 km²
3. Thierstein, Markt, 1057 Einwohner, 12,93 km²

Sitz der 1978 gegründeten Verwaltungsgemeinschaft ist Thiersheim. 2013 wurde die Fläche Thiersheim um ein Stück des Hohenberger Forstes vergrößert.